# Mester János (filozófus)
Mester János (Magyarpécska, 1879. szeptember 15. – Solymár, 1954. június 1.) filozófus, pedagógus, pszichológus, a szegedi egyetem tanszékvezető egyetemi tanára, pápai prelátus.

## Életpályája
A Gergely egyetemen, Rómában szerzett előbb bölcsészeti (1902), majd hittudományi (1906) képesítést. A filozófia tudományok doktorává avatták a budapesti egyetemen 1915-ben.
Teológiai tanárkodás után 1930. április 2-án nevezték ki nyilvános rendkívüli tanárnak, majd 1934. július 18-ától nyilvános rendes egyetemi tanárnak a II. számú Filozófia Tanszék élére a szegedi Ferenc József Tudományegyetemen. Az egyetemi tanárság mellett szentszéki tanácsos és a csanádi püspökség áldozópapja volt.
1930-tól 1940-ig vezette a II. sz. Filozófiai Tanszéket, 1940-1949-ig a Neveléstudományi és Lélektani Tanszéket. Dékáni tisztséget két tanévben (1938-39; 1946-47) töltött be a szegedi Bölcsészettudományi Karon.1949-es nyugdíjaztatása után Solymárra vonult vissza.

## Fő művei
- Kelet nagy gondolkodói. Budapest, 1927. 232 o.
- Pierre Janet és Freud lélektani eredményei, Psychologiai tanulmányok, Budapest, 1929.
- A Collegium Germanicum Hungaricum és Vass József. Budapest : Szt. István Társ., 1930. 96 o., 1 t.
- Giovanni Gentile művészetfilozófiája és a mai olasz esztétika iránya. Budapest, 1936. 50 o.
- Az olasz nevelés a XIX. és XX. században, Budapest, 1936. 556 o.
- Bosco Szent János nevelői rendszere. Budapest, 1936. 54 o.
- Az Agazzi-módszer. Budapest : Kisdednevelés, 1936. 25 o.
- Loyolai Szent Ignác pedagógiája. Szeged, 1941. 56 o.
- Nemzetnevelői szempontok a mai társadalmi lélektanban. Budapest, 1941. 14 o.
- Nyugati művelődésünk görög alapjai. [Szeged] : [Új Nemzedék Ny.], 1942. 5,3 o.

## Társasági tagság
- Szent István Akadémia
- Aquinói Szent Tamás Társaság
- Magyar Filozófiai Társaság (választmányi tag)
- Magyar Pszichológiai Társaság (választmányi tag)
- Gyakorlati Lélektani és Gyermektanulmányi Társaság (igazgatósági tag)
- Magyar Pedagógiai Társaság
- Dugonics Társaság